# Пайлот-Пойнт (Техас)
Пайлот-Пойнт (англ. Pilot Point) — місто (англ. city) в США, в окрузі Дентон штату Техас. Населення — 4381 особа (2020).

## Географія
Пайлот-Пойнт розташований за координатами 33°23′46″ пн. ш. 96°57′10″ зх. д. / 33.39611° пн. ш. 96.95278° зх. д. (33.396021, -96.952835).  За даними Бюро перепису населення США в 2010 році місто мало площу 8,75 км², з яких 8,74 км² — суходіл та 0,01 км² — водойми. В 2017 році площа становила 10,45 км², з яких 10,44 км² — суходіл та 0,01 км² — водойми.

## Демографія
Згідно з переписом 2010 року, у місті мешкало 3856 осіб у 1293 домогосподарствах у складі 956 родин. Густота населення становила 441 особа/км².  Було 1451 помешкання (166/км²).
Расовий склад населення:
| - 75,6 % — білих - 3,8 % — чорних або афроамериканців - 1,7 % — корінних американців - 0,3 % — азіатів - 15,8 % — осіб інших рас |

До двох чи більше рас належало 2,8 %. Частка іспаномовних становила 28,2 % від усіх жителів.
За віковим діапазоном населення розподілялося таким чином: 28,8 % — особи молодші 18 років, 58,0 % — особи у віці 18—64 років, 13,2 % — особи у віці 65 років та старші. Медіана віку мешканця становила 34,5 року. На 100 осіб жіночої статі у місті припадало 99,5 чоловіків;  на 100 жінок у віці від 18 років та старших — 99,1 чоловіків також старших 18 років.
Середній дохід на одне домашнє господарство  становив 55 207 доларів США (медіана — 47 292), а середній дохід на одну сім'ю — 58 745 доларів (медіана — 47 434). Медіана доходів становила 47 201 долар для чоловіків та 25 094 долари для жінок. За межею бідності перебувало 16,1 % осіб, у тому числі 19,3 % дітей у віці до 18 років та 14,4 % осіб у віці 65 років та старших.
Цивільне працевлаштоване населення становило 1960 осіб. Основні галузі зайнятості: освіта, охорона здоров'я та соціальна допомога — 16,8 %, науковці, спеціалісти, менеджери — 16,1 %, виробництво — 12,4 %, будівництво — 11,9 %.